# Simulium chiharuae
Simulium chiharuae es una especie de insecto del género Simulium, familia Simuliidae, orden Diptera.
Fue descrita científicamente por Takaoka, Otsuka & Fukuda, 2007.